# Murujuga

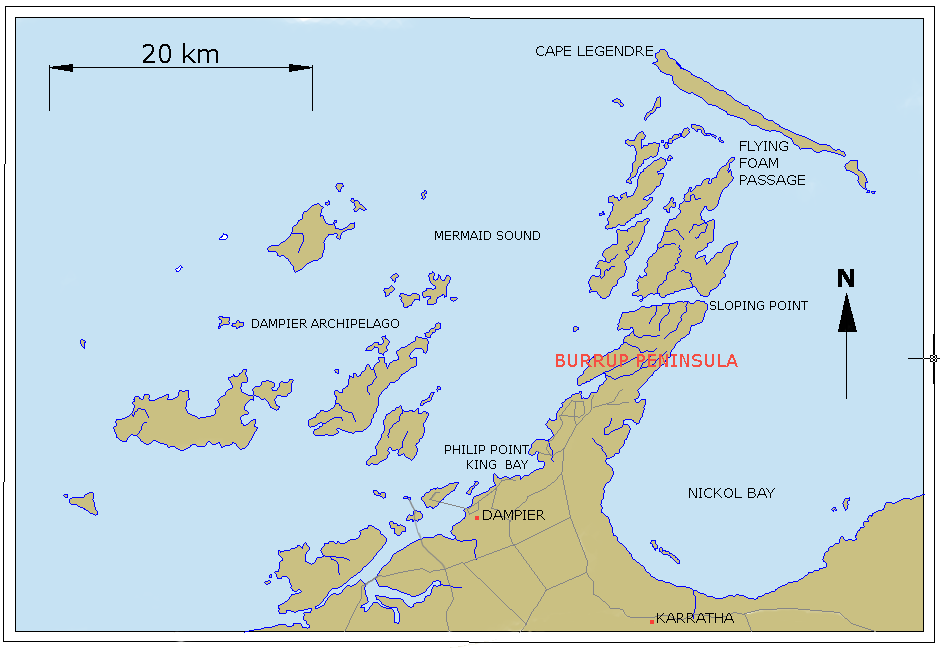
Kaart van het schiereiland Murujuga of Burrup en de Dampier-archipel

Murujuga, (Ngaluma) in het Engels Burrup, is een schiereiland in de regio Pilbara in West-Australië. Dampier is de dichtst bijgelegen (haven)plaats en grenst aan het schiereiland, voorheen ook gekend als het Dampier-schiereiland. Het milieu van het schiereiland wordt bedreigd door verschillende industriële consortia, zowel offshore als onshore, zoals Woodside Petroleum, dat offshore aardgas wint.

## Rotstekeningen
Het schiereiland is een ecologisch en archeologisch opmerkelijk gebied omdat het 's werelds grootste verzameling petrogliefen bevat, Aboriginal steengravures waarvan sommige 10.000 jaar oud zijn, de tijd van de laatste ijstijd. De collectie van artistieke rotstekeningen worden geschat op meer dan een miljoen exemplaren, waarvan vele de uitgestorven Tasmaanse buidelwolf vertegenwoordigen. Deze schat wordt bedreigd door verschillende industriële projecten. Het maakt deel uit van de lijst van bedreigde sites die is opgesteld door het World Monuments Fund. Zure emissies van petrochemische industrieën vernietigen rotstekeningen.

## Geschiedenis

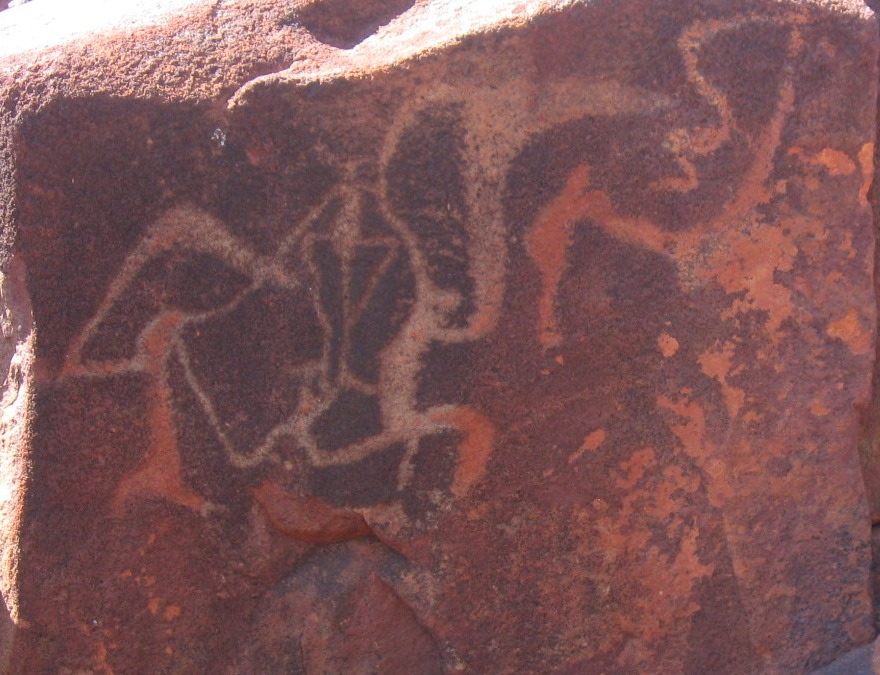
Petroglief op Murujuga

Het gebied werd twintigduizend jaar bewoond door de Yaburrara Aborigines. Daarvan getuigen een grote hoeveelheid petrogliefen, schelpenstortplaatsen, steenformaties en artefacten. Sommige sites gaan terug tot de laatste ijstijd. De petrogliefen worden in het Ngaluma, de plaatselijke Aboriginestaal, marntakamani genoemd. Het geschatte aantal varieert van driehonderdduizend tot meer dan een miljoen. Het zou om de grootste verzameling rotskunst ter wereld gaan.

## Bescherming
Het Murujuga National Park werd op 17 januari 2013 officieel ingehuldigd. Het park heeft een oppervlakte van 48,51 km² en ligt op het noordelijke en westelijke deel van het schiereiland. Het werd het 100e nationale park in West-Australië. Het park beschermt wat wordt beschouwd als 's werelds hoogste concentratie oude rotstekeningen, met meer dan tienduizend rotsgravures gemaakt door de Aboriginals in de regio.
De archeologische vindplaatsen over het hele schiereiland, de Dampier-archipel en de nabijgelegen zeegebieden met een totale oppervlakte van 998,81 km², die in 2020 werden toegevoegd aan de tentatieve erfgoedlijst, werden in juli 2025 tijdens de 47e sessie van de Commissie voor het Werelderfgoed in Parijs erkend als UNESCO cultureel werelderfgoed en onder de titel "Cultuurlandschap Murujuga" aan de werelderfgoedlijst toegevoegd. Murujuga is een landschap van oude rotsen in het noordwesten van Australië, dat het schiereiland Burrup, de 42 eilanden van de Dampier-archipel en de nabijgelegen zeegebieden omvat. Het wordt gevormd door de overlevering - regels en verhalen die zijn opgesteld om het land te creëren - en de blijvende aanwezigheid van de Ngarda-Ngarli, traditionele eigenaren en bewaarders van de site. Het werelderfgoed heeft een diepe culturele en spirituele betekenis en weerspiegelt meer dan 50.000 jaar ononderbroken zorg en gebruik. Murujuga staat bekend om zijn dichte concentratie van rotstekeningen, met unieke motieven die artistiek en technisch meesterschap vertonen.